# Бобрица (Черкасская область)
Бо́брица (укр. Бобриця) — село в Черкасском районе Черкасской области Украины.

## Географическое положение
Расположено на правом берегу Днепра в 11 км севернее города Канева. Расстояние до Киева — 130 км, до Черкасс — 80 км.
Через село протекает небольшая река Бобрычанка, в которой водятся бобры.

## История
Первое упоминание о селе в письменных источниках относится к XVIII веку.
В XIX веке село входило в состав Пшеничниковской волости Каневского уезда Киевской губернии.
Во время Великой Отечественной войны 1941—1944 селение находилось под немецкой оккупацией.
По состоянию на начало 1972 года численность жителей составляла 1615 человек, в селе находилась центральная усадьба колхоза им. Шевченко, действовали профессионально-техническое училище, восьмилетняя школа, детский сад, два фельдшерско-акушерских пункта, отделение связи, три библиотеки, клуб на 260 мест и два магазина.
В 1997 году находившееся в селе профессионально-техническое училище № 7 было закрыто и ликвидировано.

## Население
По переписи 2001 года население составляло 1012 человек.

### Языковой состав
Родной язык населения по данным переписи 2001 года:
| Язык       | Численность, чел. | Доля     |
| ---------- | ----------------- | -------- |
| Украинский | 966               | 95,45 %  |
| Русский    | 42                | 4,15 %   |
| Другое     | 4                 | 0,40 %   |
| Итого      | 1 012             | 100,00 % |

## Местная власть
19014, Черкасская обл., Черкасский р-н, c. Бобрица

## Галерея

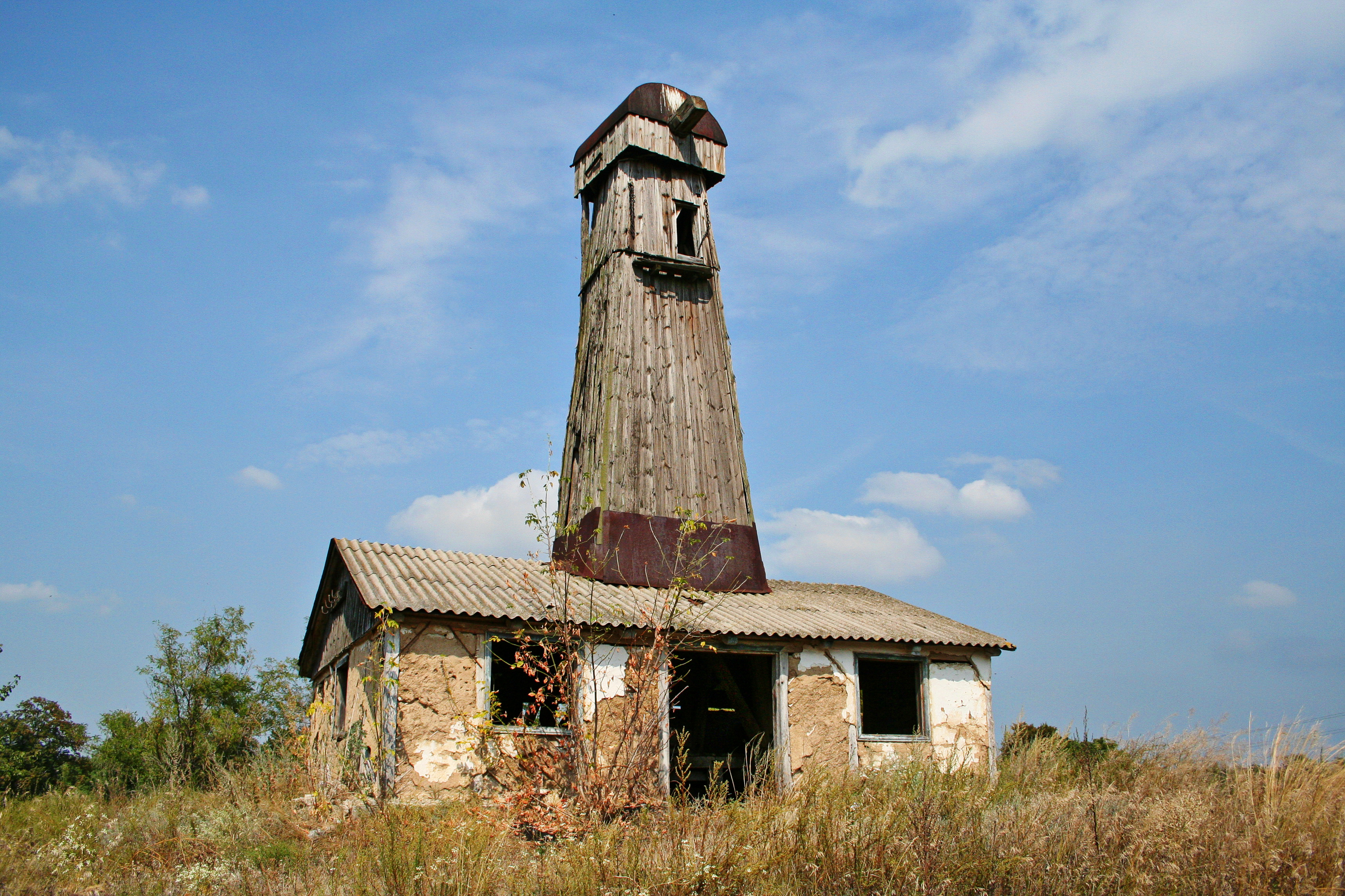
Ветряк Д-15[укр.]
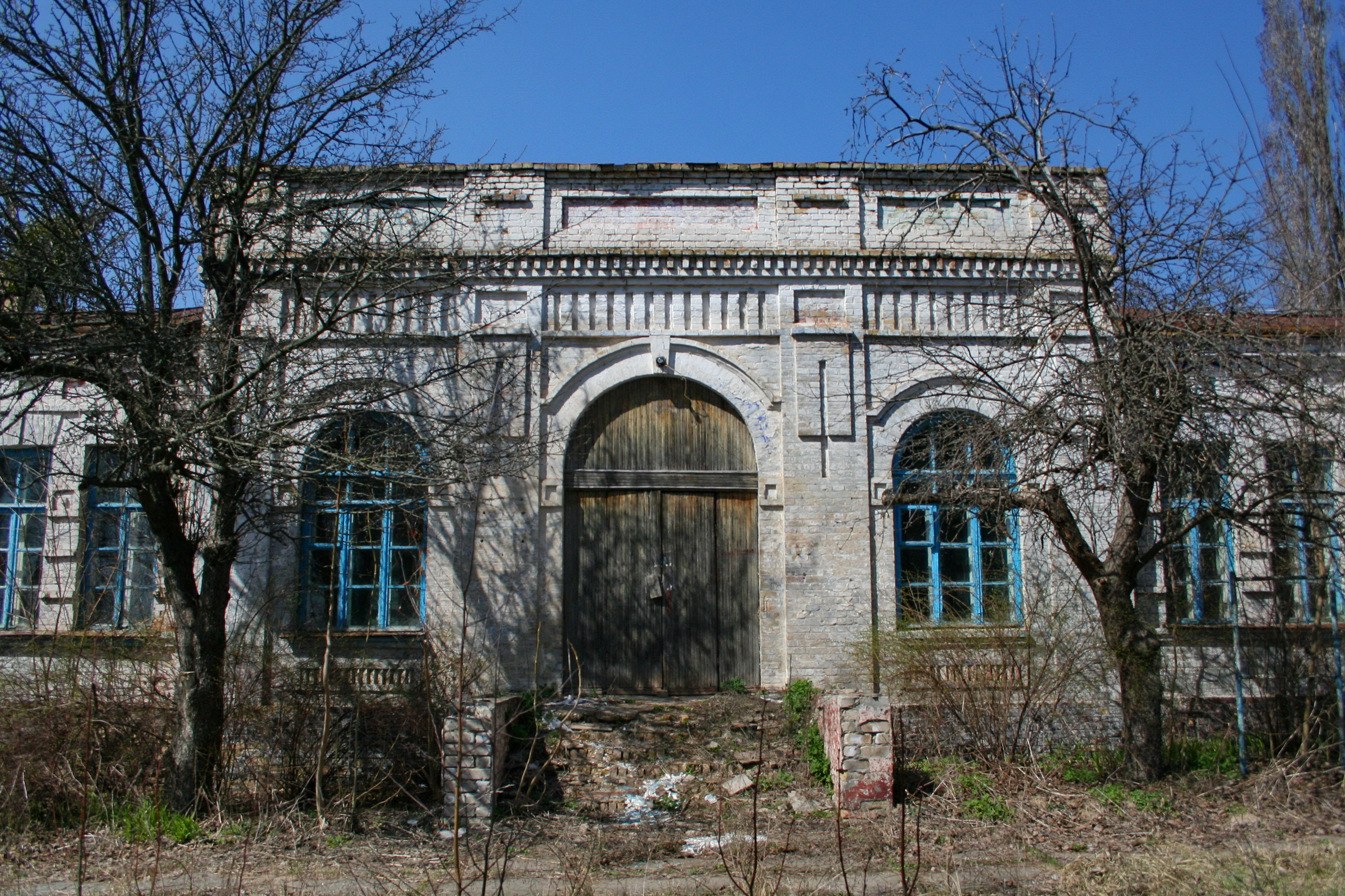
Бывшая земская управа. Снесена в 2017 году
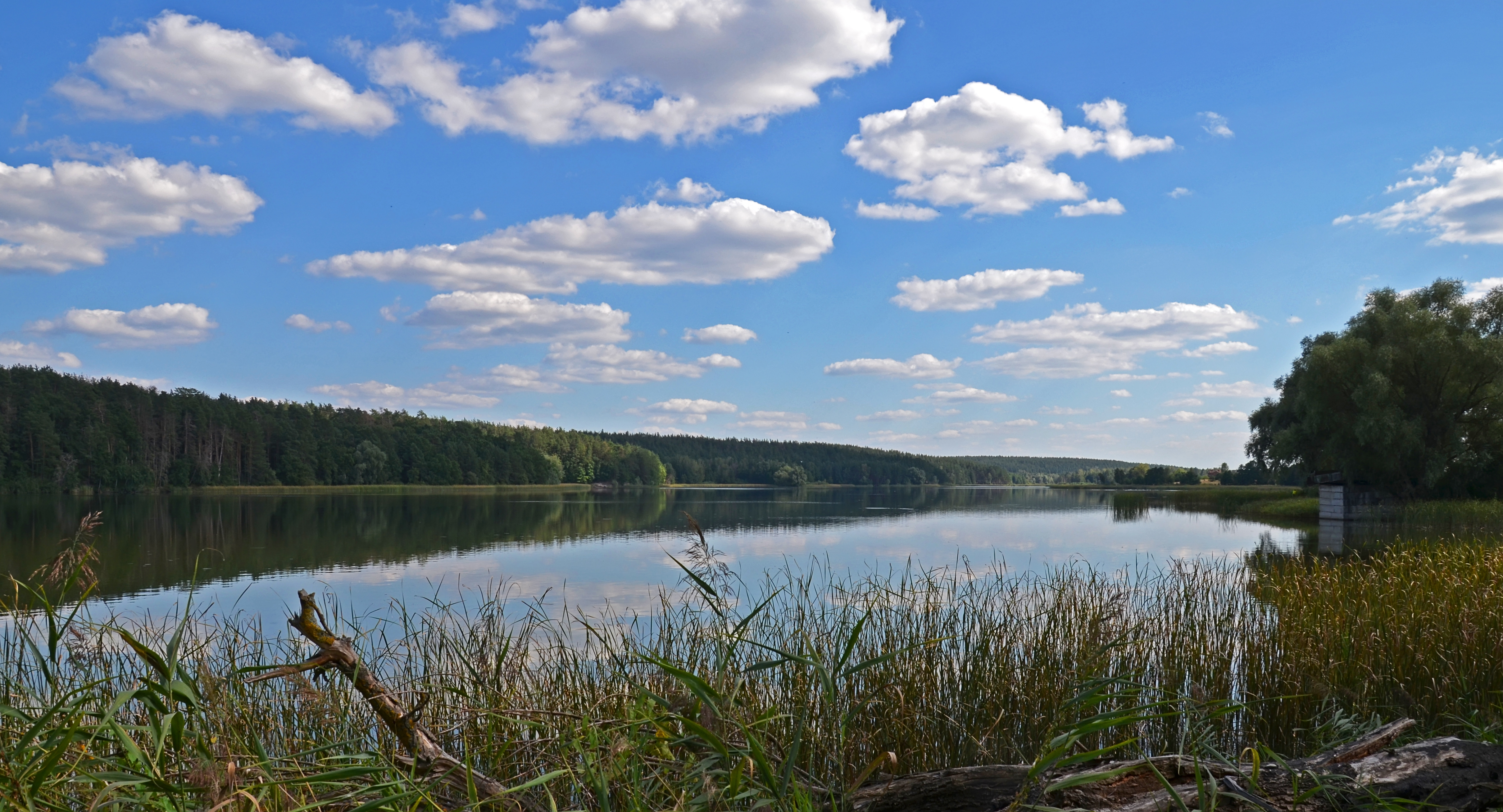
Пруд